# Kauriaganj
Kauriaganj là một thị xã và là một nagar panchayat của quận Aligarh thuộc bang Uttar Pradesh, Ấn Độ.

## Nhân khẩu
Theo điều tra dân số năm 2001 của Ấn Độ, Kauriaganj có dân số 10.581 người. Phái nam chiếm 53% tổng số dân và phái nữ chiếm 47%. Kauriaganj có tỷ lệ 41% biết đọc biết viết, thấp hơn tỷ lệ trung bình toàn quốc là 59,5%: tỷ lệ cho phái nam là 50%, và tỷ lệ cho phái nữ là 31%. Tại Kauriaganj, 21% dân số nhỏ hơn 6 tuổi.